# L'uomo perfetto
L'uomo perfetto è un film del 2005, diretto da Luca Lucini ed interpretato da Francesca Inaudi, Riccardo Scamarcio, Gabriella Pession e Giampaolo Morelli.
Remake di Cha-cha-chà, film spagnolo del 1998 con Eduardo Noriega e Jorge Sanz.

## Trama
La giovane pubblicitaria Lucia è innamorata, ricambiata, di Paolo, suo amico d'infanzia, che però sta per sposare l'amica Maria. Poiché Paolo non vuole svelare alla futura sposa la propria relazione con Lucia, quest'ultima decide di assoldare Antonio, attore disoccupato, e di insegnargli a diventare "l'uomo perfetto" che riesca a conquistare il cuore di Maria, allontanando così l'amica dall'amato Paolo.
Dopo aver orchestrato una serie di incontri tra Antonio e Maria, e dopo vari equivoci, Lucia sembra portare in porto il piano da lei organizzato, ma ben presto si accorge di non amare più Paolo, ma Antonio.

## Produzione
Scritto da Lucia Moisio e Marco Ponti, L'uomo perfetto è il secondo lungometraggio di Luca Lucini, regista di videoclip, dopo il film Tre metri sopra il cielo (2004).